# Gorogyiscsei járás (Volgográdi terület)

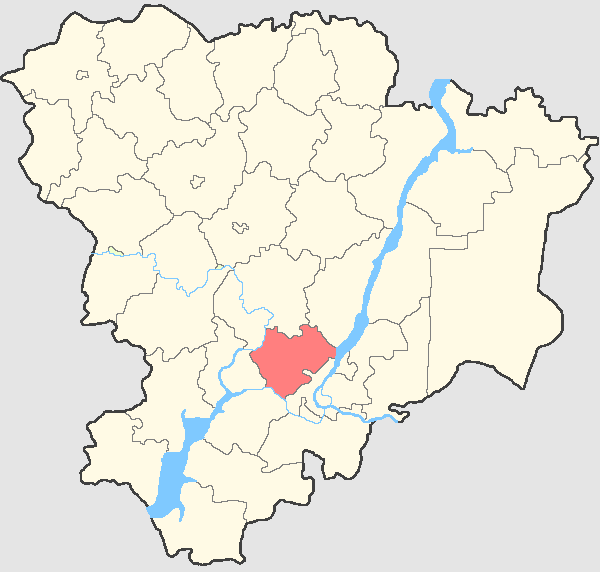
A Gorogyiscsei járás a Volgográdi területen

A Gorogyiscsei járás (oroszul Городищенский муниципальный район) Oroszország egyik járása a Volgográdi területen. Székhelye Gorogyiscse.

## Népesség
- 1989-ben 45 982 lakosa volt.
- 2002-ben 57 308 lakosa volt.
- 2010-ben 60 188 lakosa volt, melyből 50 696 orosz, 1 327 ukrán, 1 323 örmény, 603 tadzsik, 463 kazah, 438 azeri, 384 tatár, 339 üzbég, 244 koreai, 209 fehérorosz, 208 csuvas, 186 német, 137 mari, 132 lezg, 104 lengyel, 95 udmurt, 93 grúz, 83 mordvin, 67 cigány, 65 avar, 63 moldáv, 55 udin, 51 tabaszaran, 38 dargin, 34 török, 31 oszét, 30 baskír, 26 kabard, 25 csecsen, 25 ezid, 21 komi, 20 kumik, 19 görög, 19 kalmük, 19 türkmén, 18 gagauz, 18 karacsáj  stb.